# 波利坦基
48°38′39″N 28°7′31″E / 48.64417°N 28.12528°E
波利坦基（烏克蘭語：Політанки），是烏克蘭的村落，位於該國西南部文尼察州，由日梅林卡區負責管轄，始建於1750年，面積24.46平方公里，海拔高度226米，2001年人口786，人口密度每平方公里32.13人。